# جيمس برولين
جيمس برولين (بالإنجليزية: James Brolin)‏ مواليد 18 يوليو 1940 في لوس أنجلوس، هو ممثل ومخرج ومنتج أمريكي بدأ مسيرته الفنية سنة 1960. هو من الحائزين على جائزة إيمي وجائزة غولدن غلوب. فاز بجائزة غولدن غلوب لأفضل ممثل مساعد.

## الأعمال

### أفلام
- رحلة رائعة
- وست وورلد
- إتجار
- أمسكني لو استطعت
- ذا هانتنج بارتي
- حب بالصدفة
- ال 33
- الأخوات

### مسلسلات
- دانيال بون (1965)
- باتمان (1966)
- روزان (1997)
- الجناح الغربي (2002)
- مونك (2005) (بدور: دانييل ثورن)
- القانون والنظام: الوحدة الخاصة للضحايا (2008)
- سايك (2009)
- كاسل (2013) (بدور: جاكسون هانت)
- كوميونتي (2013)

## روابط خارجية
- جيمس برولين على موقع IMDb (الإنجليزية)
- جيمس برولين على موقع روتن توميتوز (الإنجليزية)
- جيمس برولين على موقع ألو سيني (الفرنسية)
- جيمس برولين على موقع ميوزك برينز (الإنجليزية)
- جيمس برولين على موقع تيرنر كلاسيك موفيز (الإنجليزية)
- جيمس برولين على موقع أول موفي (الإنجليزية)
- جيمس برولين على موقع قاعدة بيانات الأفلام السويدية (السويدية)
- جيمس برولين على موقع إن إن دي بي (الإنجليزية)
- جيمس برولين على موقع ديسكوغز (الإنجليزية)
- جيمس برولين على موقع قاعدة بيانات الفيلم (الإنجليزية)